# Borås HK 84
Borås Handbollsklubb 84 (Borås HK 84) är en svensk handbollsklubb från Borås, bildad den 11 maj 1984 genom en sammanslagning av de fyra handbollsklubbarna KFUM Borås Handboll, Sjöbo ungdomsgårds IF, IFK Borås' handbollsektion, och IK Ymer Handboll. År 2024 hade klubben över 400 medlemmar.
1991 gick herrlaget upp till division 1, den då näst högsta serien.